# Suckat

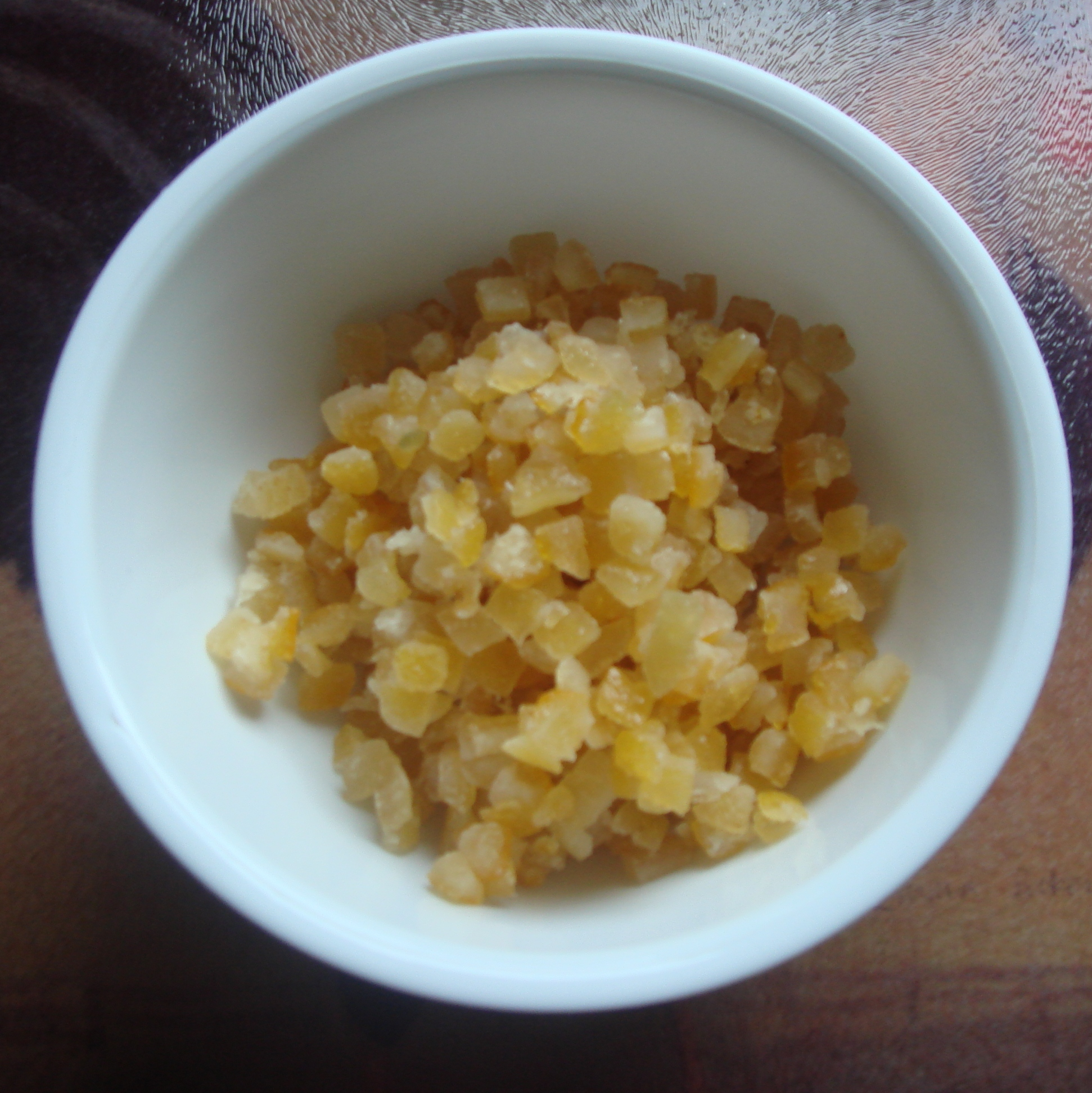
Tärnade bitar av suckat.

Suckat (cedrat, citronat) är kanderade skal från citrusfrukter. Suckat används bland annat till bakning av söta bröd.
Från början avsåg orden suckat och cedrat kanderade skal av just suckatcitron (även i sig benämnd cedrat). 
Suckat används ofta i Medelhavsområdet, som i panettone, men också i Nordeuropa i bakverk, till exempel i holländska muffins (oliebollen), i tyska Stollen eller på ambrosiakaka.
Kanderat apelsinskal (orangeat(de)) överdraget med mörk choklad säljs som godis i lösvikt i välsorterade konfektyraffärer.